# Cooch Behar-enclaves

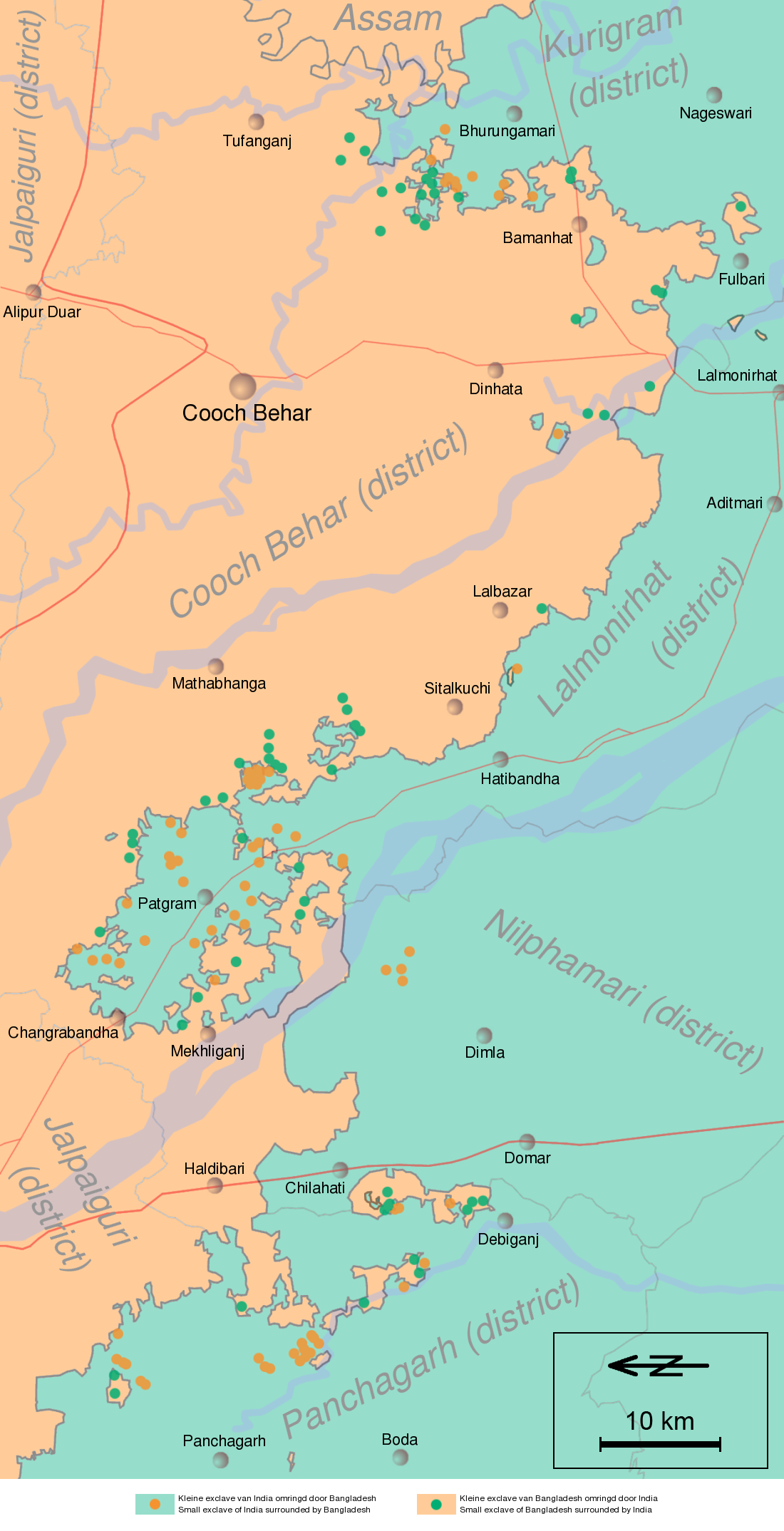
Schematische kaart van de Cooch Beharenclaves. De bovenkant wijst naar het oosten.

De Cooch Behar-enclaves, ook wel bekend als de chitmahals, vormden tot 1 augustus 2015 een complex van enclaves en exclaves op de grens van India en Bangladesh en stonden bekend als het meest gecompliceerde en grootste en-/exclavecomplex ter wereld.

## Statistieken
Het complex bestond uit 106 exclaves van de Indiase staat West-Bengalen in Bangladesh en 92 exclaves van Bangladesh in India. De totale grootte van de Indiase exclaves bedroeg 69,6 km² en die van Bangladesh 49,7 km². In totaal waren er 28 enclaves binnen enclaves (counter-enclaves), waarvan zeven van India en 21 van Bangladesh. Ook de kleinste internationale enclave ter wereld, Upan Chowki Bhaini, een Bengaalse exclave met een oppervlakte van 53 m², bevond zich in het complex.
Tevens bevatte het één enclave binnen een enclave binnen een enclave (counter-counter-enclave). Deze Indiase exclave was de enige counter-counter-enclave ter wereld. Deze vroegere counter-counter enclave werd gevormd door een juteveld met de naam 'Dahala Khagrabari' (#1/51) en lag binnen de Bangladeshi-counter-enclave Upanchowki Bhajni, die weer binnen de Indiase enclave Balapara Khagrabari lag, die zich op de grens van de Bangladeshi-subdistricten (upazilas) Debiganj en Domar bevond.
Een van de Bengaalse enclaves, Dahagram-Angarpota, was tot 2011 de enige deeltijd-enclave ter wereld. De dorpen in de enclave waren via de Tin Bigha Corridor verbonden met Bangladesh. Aanvankelijk opende India de doorgang bij daglicht, maar alleen om het hele uur. Een overeenkomst tussen beide landen in september 2011 maakte aan deze unieke situatie een eind. Bangladesh sloot voor het gebruik ervan een leaseovereenkomst met India. De corridor zou nu 24 uur per dag geopend zijn.
Schematische weergave van de enclaves:
| 21 counter-enclaves van Bangladesh (2,1 km²) \| 1 counter-counter enclave van India (0,007 km²) \| |
| 1 counter-counter enclave van India (0,007 km²)                                                    |

| 1 counter-counter enclave van India (0,007 km²) |

| 21 counter-enclaves van Bangladesh (2,1 km²) \| 1 counter-counter enclave van India (0,007 km²) \| |
| 1 counter-counter enclave van India (0,007 km²)                                                    |

| 1 counter-counter enclave van India (0,007 km²) |

| 21 counter-enclaves van Bangladesh (2,1 km²) \| 1 counter-counter enclave van India (0,007 km²) \| |
| 1 counter-counter enclave van India (0,007 km²)                                                    |

| 1 counter-counter enclave van India (0,007 km²) |

| 21 counter-enclaves van Bangladesh (2,1 km²) \| 1 counter-counter enclave van India (0,007 km²) \| |
| 1 counter-counter enclave van India (0,007 km²)                                                    |

| 1 counter-counter enclave van India (0,007 km²) |

| 71 enclaves van Bangladesh (47,7 km²) \| 7 counter-enclaves van India (0,17 km²) \| |
| 7 counter-enclaves van India (0,17 km²)                                             |

| 7 counter-enclaves van India (0,17 km²) |

| 71 enclaves van Bangladesh (47,7 km²) \| 7 counter-enclaves van India (0,17 km²) \| |
| 7 counter-enclaves van India (0,17 km²)                                             |

| 7 counter-enclaves van India (0,17 km²) |

## Geografie
De enclaves waren genoemd naar het district Cooch Behar in de staat West-Bengalen, dat tot de Indiase onafhankelijkheid een autonoom vorstenland was en na de onafhankelijkheid enkele jaren een aparte deelstaat was. Ook het West-Bengaalse district Jalpaiguri had enkele enclaves en exclaves. Aan de Bengaalse kant gold dit voor de districten Panchagarh, Nilphamari, Lalmonirhat en Kurigram, allemaal onderdeel van de divisie Rajshahi. De meest oostelijke Bengaalse exclave grensde aan een kant aan het Assamese district Dhubri.
De enclaves telden naar schatting 70.000 inwoners, ook al lopen de schattingen zeer ver uiteen. Het exacte aantal is echter niet te geven in verband met het feit dat de ambtenaren van de statistische overheidsdiensten vrijwel geen toegang konden krijgen tot de gebieden.
Het gebied is vlak, drassig en vruchtbaar en kent vele grote en kleine rivieren. De belangrijkste zijn, van oost naar west, de Dudhkumar of Raidak, de Kaljani, de Dharia of Singimari, de Tista en de Karatoya.
De grootste plaatsen in en rondom het gebied zijn, van oost naar west: Dhubri, Kurigram, Cooch Behar, Dinhata, Lalmonirhat, Rangpur, Dhupguri, Nilphamari, Domar, Mainaguri, Haldibari, Jalpaiguri en Panchagarh.

## Bevolking
Vrijwel de gehele bevolking bestaat uit Bengaals sprekende Bengalen. Wat betreft religie is er wel verschil. In het Indiase deel zijn de mensen in hoofdzaak hindoeïstisch en in Bangladesh islamitisch. Een andere tegenstelling is de levensstandaard, die aan de kant van India gemiddeld hoger is dan aan de kant van Bangladesh.

## Geschiedenis

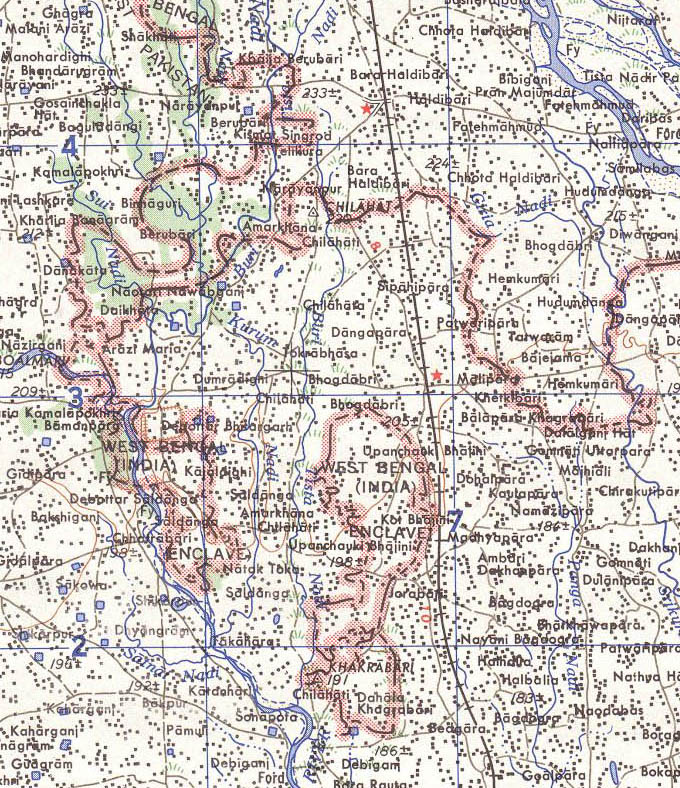
Amerikaanse legerkaart uit de jaren zestig van een deel van het westelijke enclavecomplex rond Chilahati.

In 1711 en 1713 sloten het al een tijd lang in onmin levende Mogolrijk en het Koninkrijk Cooch Behar een verdrag. Grote delen van Cooch Behar kwamen hierdoor bij het Mogolrijk. Door tegenstand van enkele lokale hoofdmannen van Cooch Behar ontstonden er enclaves in het gebied van het Mogolrijk. De grenzen tussen beide gebieden werden verder gefragmenteerd door bezittingen van Mogolsoldaten over de grens van Cooch Behar. Veel problemen leverde dit grote aantal enclaves echter niet op omdat Cooch Behar de jaren daarop schatplichtig was aan het Mogolrijk en de meeste enclaves zelfvoorzienend waren.
In 1765 kwam het Mogolrijk in het bezit van de Britse Oost-Indische Compagnie. Cooch Behar viel daar buiten, waardoor de enclaves en exclaves een rol begonnen te spelen als vrijplaatsen voor wetsovertreders.
In 1947 werd Brits-Indië opgedeeld in India en Pakistan, waardoor Cooch Behar aan Oost-Pakistan ging grenzen. In 1949 werd Cooch Behar als een deelstaat bij India gevoegd en in 1950 werd het een district in de deelstaat West-Bengalen. De enclaves tussen de verschillende Indiase bestuurlijke gebieden werden in de jaren daarop vrijwel allemaal gesaneerd.
In 1958 begonnen de eerste onderhandelingen om de situatie rond de enclaves op te lossen. Dit leverde echter weinig resultaat op en sommige plannen leverden ook verzet op door een deel van de bewoners.
Oost-Pakistan werd in 1971 de onafhankelijke staat Bangladesh. In 1974 kwamen de regeringen van India en Bangladesh overeen om de enclaves uit te wisselen en/of de toegang tot elkaars enclaves eenvoudiger te maken. In 2001 zijn de twee landen verdergegaan met praten over het probleem, dit heeft geleid tot een verdrag dat op 1 augustus 2015 in werking is getreden. 51 enclaves van Bangladesh in India werden grondgebied van India en 111 Indiase enclaves in Bangladesh werden grondgebied van Bangladesh. Inwoners van de enclaves kregen tot 1 november de tijd om over hun nieuwe nationaliteit te beslissen.

## In de praktijk
Sinds de opdeling van Brits-Indië en de spanningen tussen de landen die hier uit zijn voortgekomen, was de situatie in en rondom de enclaves erg complex geworden. De belangrijkste oorzaak hiervoor was dat het ene land het andere land niet toeliet om, op enkele uitzonderingen na, zijn enclaves te besturen en er gezag uit te oefenen.
Ondanks pogingen om de toegang tot elkaars enclaves eenvoudiger te maken, zoals een corridor, regelingen om goederen af te leveren en regelingen om in en uit te reizen voor de bewoners van de enclaves, was de situatie in de enclaves door de jaren heen verslechterd. De meeste bewoonde enclaves hadden geen elektriciteit en vers drinkwater, omdat beide landen de aanleg van leidingen over elkaars grondgebied niet toestonden. De meeste enclaves waren ook economisch afgesloten van hun moederland, waardoor ze afhankelijk waren van illegale grensoverschrijdingen, leveringen door derden of volledig zelfvoorzienend moesten zijn. Het was wel mogelijk voor de bewoners van de enclaves om toestemming te krijgen om hun enclave te verlaten, echter daarvoor moesten ze wel een visum hebben, dat men moest afhalen in het consulaat van het land waarin de enclave zich bevond. De enige manier om die consulaten te bereiken was om de grens of grenzen illegaal over te steken, wat niet zonder gevaar was. Ook was er door alle belemmeringen een groot tekort aan medicijnen en waren er geen scholen.
Vooral bewoners van de Indiase exclaves waren in de loop van de jaren naar India vertrokken omdat de situatie onhoudbaar was geworden. Hun plek werd ingenomen door arme Bengalen uit Bangladesh, die hierdoor illegaal op Indiaas grondgebied verbleven. Dit had echter weinig consequenties omdat het gebied de-facto niemandsland is, wat trouwens niet betekent dat Bangladesh deze 'ingenomen' enclaves van voorzieningen voorzag. Ook waren de enclaves aan beide kanten broeinesten voor smokkelaars en andere criminelen.
De situatie verschilde ook van enclave tot enclave. Voor bewoners van sommige enclaves werd het weer gedoogd dat ze inkopen deden op de plaatselijke markt en dat hun kinderen naar de plaatselijke school gingen. De grootste Bengaalse exclave Dohogram-Angorpotha was daarnaast sinds 1999 met het moederland verbonden door middel van de Tin Bigha-corridor. Dat gold echter niet voor de nutsvoorzieningen, waardoor een ziekenhuis in deze enclave in onbruik was geraakt, omdat het geen elektriciteit had.